# Митола
Ми́тола — деревня в Суховском сельском поселении Кировского района Ленинградской области.

## История
Впервые упоминается в Писцовой книге Водской пятины 1500 года как деревня Митола в Пречистенском Городенском погосте Ладожского уезда.
На карте Санкт-Петербургской губернии 1792 года А. М. Вильбрехта упоминается деревня Митола.
На карте Санкт-Петербургской губернии Ф. Ф. Шуберта 1834 года обозначена деревня Митола и близ неё усадьба Помещика Вихляева.

МИТОЛА — деревня принадлежит коллежской советнице Вихляевой, число жителей по ревизии: 78 м. п., 78 ж. п. (1838 год)
На карте профессора С. С. Куторги 1852 года отмечена деревня Миттола и близ неё мыза Вихляева.

МАТАЛЫ — деревня господина Вихляева, по просёлочной дороге, число дворов — 18, число душ — 69 м. п. (1856 год)

МИТОЛА — мыза владельческая при колодцах, число дворов — 2, число жителей: 3 м. п., 1 ж. п.

МИТОЛА — деревня владельческая при колодцах, число дворов — 19, число жителей: 53 м. п., 80 ж. п. (1862 год)

В 1866 году временнообязанные крестьяне деревни выкупили свои земельные наделы у Е. А. Вихляева и стали собственниками земли.
Согласно материалам по статистике народного хозяйства Новоладожского уезда 1891 года мыза Митола площадью 457 десятин принадлежала дворянину О. Ф. Барановскому, имение было приобретено до 1868 года. В имении был небольшой фруктовый сад.
В конце XIX века деревня административно относилась к Гавсарской волости 1-го стана Новоладожского уезда Санкт-Петербургской губернии, в начале XX века — 4-го стана.
По данным «Памятной книжки Санкт-Петербургской губернии» за 1905 год в состав Митольского сельского общества входила деревня Митола и усадьба Митола (Барановского). Дворянин Иосиф Францевич Барановский владел в усадьбе Митела (Митола) 829 десятинами земли.
Согласно военно-топографической карте Петроградской и Новгородской губерний издания 1915 года деревня называлась Миттола, близ неё обозначена Мыза.
С 1917 по 1923 год деревня Митала находилась в составе Лемоссарского сельсовета Гавсарской волости Новоладожского уезда.
С 1923 года — в составе Шумской волости Волховского уезда.
С 1924 года — в составе Выставского сельсовета.
Согласно данным переписи населения СССР 1926 года в деревне Митала Выставского сельсовета Шумской волости Волховского уезда проживали 188 человек — все русские.
С 1927 года — в составе Мгинского района.
В 1928 году население деревни составляло 189 человек.
По данным 1933 года деревня Митала входила в состав Выставского сельсовета Мгинского района.

План деревни Митола. 1941 год

Согласно топографической карте РККА 1941 года деревня насчитывала 40 дворов. В деревне находилась больница и две ветряных мельницы.
В 1958 году население деревни составляло 49 человек.
С 1960 года — в составе Волховского района.
По данным 1966 года деревня называлась Митала и входила в состав Выставского сельсовета Волховского района.
По данным 1973 года деревня называлась Митола и также находилась в подчинении Выставского сельсовета Волховского района.
По данным 1990 года деревня Митола входила в состав Суховского сельсовета Кировского района.
В 1997 году в деревне Митола Суховской не было постоянного населения, в 2002 году проживали 13 человек (русские — 92 %).
В 2007 году в деревне Митола Суховского СП проживали 2 человека.

## География
Деревня расположена в северо-восточной части района к югу от центра поселения деревни Сухое близ автодороги 41К-119 (Дусьево — Остров).
Расстояние до административного центра поселения — 3 км.
Расстояние до ближайшей железнодорожной станции Войбокало — 15 км.
Деревня находится на левом берегу Ванина ручья — левого притока реки Кобона.

## Демография
| 1862 | 2007 | 2010 | 2017 |
| ---- | ---- | ---- | ---- |
| 137  | ↘2   | ↗13  | ↘0   |

## Известные уроженцы
- Станислав Осипович Барановский (1876—1937) — кораблестроитель, начальник Пароходного завода в Кронштадте, генерал-майор Корпуса корабельных инженеров. Герой Труда (1922)